# Јан Кубиш (официр)
Јан Кубиш (Долни Вилемовице, 24. јун 1913 – Праг, 18. јун 1942) је био чешки војник у Чехословачкој армади, учесник операције Антропоид у којој је 1942. године убијен рајхпротектор Бохемије и Моравске, СС обергрупенфирер Рајнхард Хајдрих. Кубиш је у овом атентату бацио бомбу, која је смртно ранила Хајдриха.

## Биографија
Кубиш је рођен 24. јуна 1913. године у чешком селу Долни Вилемовице. Као дечак је постао извиђач. Војну каријеру је започео 1. новембра 1935. године у 31. пешадијској регименти Чехословачке армаде. Касније је служио у гардијском батаљону у месту Јакартовице. Током 1938. године, распоређен је на Чехословачко гранично утврђење. После Минхенског споразума је демобилисан 19. октобра 1938. године и запослио се у фабрици цигала.
Избегао је из Чехословачке 16. јуна 1939. године и одлази у Краков, где се придружује новонасталим чехословачким снагама. Пребачен је у Алжир, где се борио као припадник Легије странаца, за шта је одликован Ратним крстом 1939-1945. Након битке за Француску, Кубиш прелази у Велику Британију и учествује у обуци.
Током 1941. године, заједно са Јозефом Габчиком је избачен падобраном изнад Чехословачке, са задатком Управе за специјалне операције и чехословачке владе у егзилу на челу са др Едвардом Бенешом, да изведе операцију Антропоид, односно атентат на Рајнхарда Хајдриха, рајхпротектор Бохемије и Моравске.

### Одликовања
- Ратни крст 1939–1945. (Француска);
- Орден белог лава првог реда (Чехословачка).